# بيكتارفي (دواء)
بيكتيغرافير/إمتريسيتابين/تينوفوفير ألافينامايدBictegravir/emtricitabine/tenofovir( alafenamide)، الذي يُباع تحت الإسم التجاري بيكتارفي(Biktarvy)، هو دواء مركب يستخدم لعلاج فيروس نقص المناعة البشرية/الإيدز.  و يؤخذ عن طريق الفم على شكل قرص واحد يومياً.  و يتم استخدامه للأشخاص الذين يزيد وزنهم عن 14 كجم. 
وتشمل الآثار الجانبية الشائعة ما يلي: الإسهال و الغثيان و الصداع.  قد تشمل الآثار الجانبية الأخرى أيضا: متلازمة استنشاء المناعة الالتهابية، و مشاكل في الكلى، و مشاكل في الكبد، والحماض اللبني.  أما السلامة أثناء الحمل فغير واضحة بالمرة.  و هو عبارة عن مزيج من بيكتيغرافير، وهو مثبط التكامل. وإمتريسيتابين وتينوفوفير ألافيناميد ، و كلاهما مثبط إنزيم المنتسخة العكسية (NRTIs). 
تمت الموافقة على المجموعة للاستخدام الطبي في الولايات المتحدة و أوروبا سويا في عام 2018.   في المملكة المتحدة، يكلف شهر العلاج هيئة الخدمات الصحية الوطنية حوالي 880 جنيهًا إسترلينيًا اعتبارًا من عام 2021.  و تكلف هذه الكمية في الولايات المتحدة حوالي 3500 دولار أمريكي. 